# Šerchov

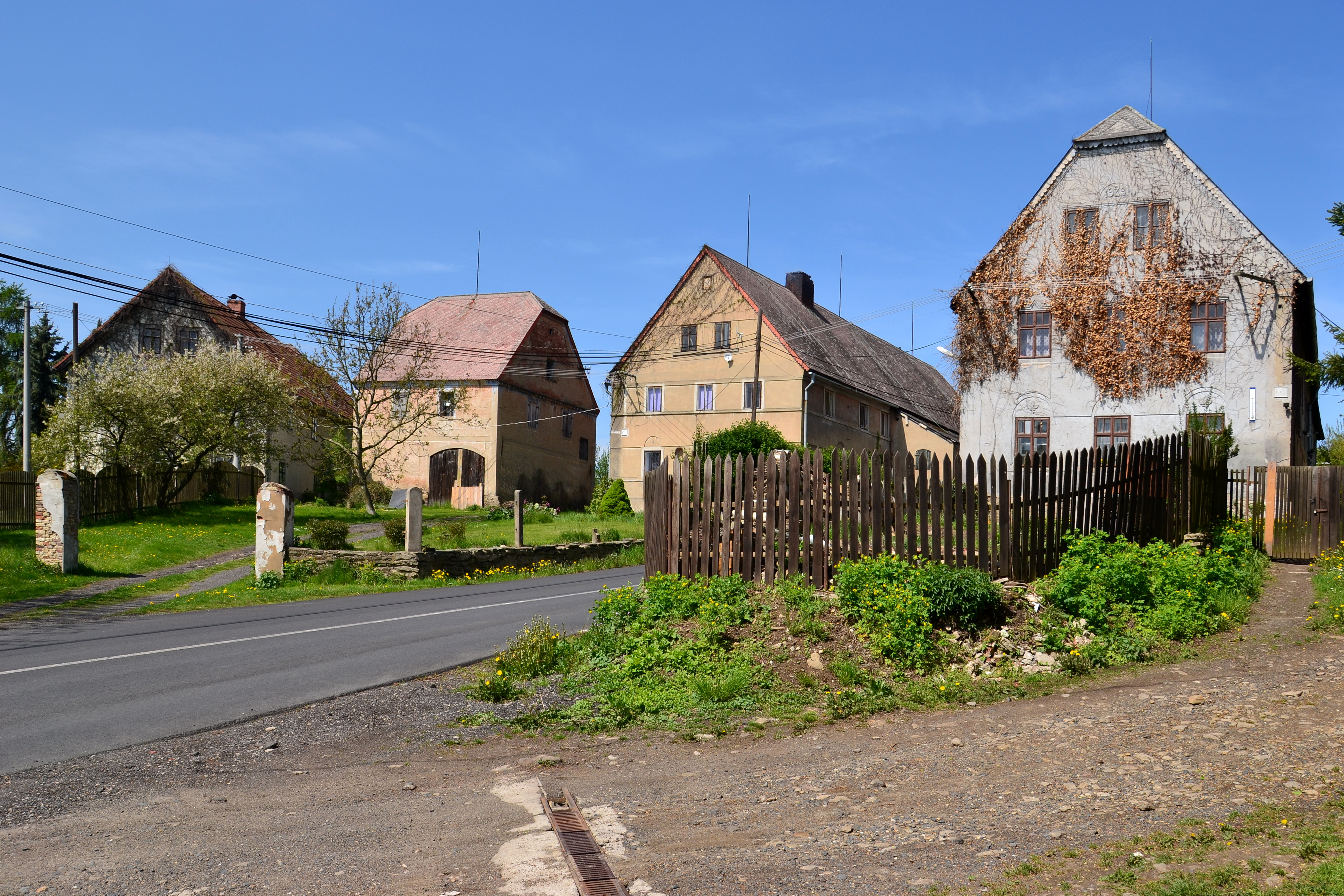
Šerchov (2016)

Šerchov (deutsch Schergau) ist ein Ortsteil der Gemeinde Blatno in Tschechien.

## Geographie
Šerchov liegt etwa 4,5 Kilometer westlich von Jirkov am südöstlichen Abfall des Erzgebirges linksseitig über dem Tal des Březenecký potok (Pfaffenbach). Im Norden liegt das Tal des Malá voda (Kleines Bächel) und im Osten das Telšské údolí (Töltschtal) der Bílina mit der Talsperre Jirkov. Nördlich erhebt sich der Scharfenberg (654 m).
Nachbarorte sind Orasín im Norden, Telš und Jindřišská im Nordosten, Červený Hrádek und Vinařice im Osten, Březenec im Südosten, Hrádečná im Süden, Krásná Lípa, Domina, Suchdol, První Dolský Mlýn und Druhý Dolský Mlýn im Südwesten, Třetí Dolský Mlýn und die Wüstungen Stráž und Menhartice im Westen sowie Bečov, Blatno und Květnov im Nordwesten.

## Geschichte
Nach Ansicht des Chomutover Stadtarchivars Václav Kůrka entstand die Rodungssiedlung Šerchov zu Zeiten des Načeratec von Chomutav. Načeratec und sein Sohn Friedrich zerteilten und verkauften ihren Besitz sukzessive. Erstmals schriftlich erwähnt wurde Scharhaw im Jahre 1382 in den Folianten der Kommende Komotau des Deutschritterordens. Der Name des Dorfes, das im Volksmund Schercha genannt wurde, soll sich von Scherung herleiten. Im Laufe der Zeit entstanden die Namensformen Sserycha, Sserych und schließlich Schergau. Die tschechische Namensform Šerchov ist seit 1561 belegbar. Nach längeren Streitigkeiten mit der Böhmischen Krone nutzte Wenzel IV. 1410 nach der Schlacht bei Tannenberg die Schwäche des Ordens und konfiszierte dessen Besitz. 1411 verwies Wenzel den Orden des Landes. Nachfolgend wurde das Dorf Teil der Herrschaft Komotau. Im Jahre 1563 ist in Schergau eine Zollstation an dem Handelsweg von Görkau nach der Mark Meißen, der jährlich von 1000 Vierspännern passiert wurde, nachweisbar. Hauptsächlich kamen die über den Bernauer Pass nach Sachsen verkehrenden Fuhrwerke von Alaunhütte St. Christoph in Görkau. Nach dem Freikauf der Stadt Komotau im Jahre 1605 wurde Schergau an die Herrschaft Rothenhaus angeschlossen. Den Dreißigjährigen Krieg überstand das Dorf recht unbeschadet. 1651 hatte das Dorf 47 Einwohner. In der berní rula von 1654 sind für Schergau elf Anwesen mit fünfzig Bewohnern verzeichnet. Die Bewohner lebten von der Landwirtschaft, die wegen der Gebirgslage nicht sehr ertragreich war, sowie von Holzfuhrdiensten nach Komotau und Spanndiensten für die durchreisenden Fuhrwerke. 1843 hatte das Dorf 73 Einwohner und bestand aus 30 Häusern. Zwischen Schergau und Rodenau wurden einige kleine Eisenerzgruben betrieben, die ihr Erz an die Hütte in Hohenofen lieferten. In Heimarbeit fertigten die Bewohner Schindeln. Auf halbem Wegen nach Quinau befand sich am herrschaftlichen Teich eine Brettmühle. Schul- und Pfarrort war Platten.
Nach der Aufhebung der Patrimonialherrschaften bildete Schergau/Šerchov mit der Teichmühle ab 1850 eine politische Gemeinde in der Bezirkshauptmannschaft Komotau. 1868 wurde Schergau nach Platten eingemeindet und 1880 wieder eigenständig. 1930 bestand Schergau aus 14 Häusern. Nach dem Münchner Abkommen wurde die Gemeinde 1938 dem Deutschen Reich zugeschlagen und gehörte bis 1945 zum Landkreis Komotau. 1939 hatte die Gemeinde nur noch 66 Einwohner. Nach dem Ende des Zweiten Weltkrieges kam Šerchov zur Tschechoslowakei zurück. Die deutschen Bewohner wurden nachfolgend vertrieben. 1951 lebten in den 21 Häusern des Dorfes elf Menschen. Am 14. Mai 1954 wurde Šerchov wieder nach Blatno eingemeindet. Die Abwanderung setzte sich fort. 1970 waren nur noch fünf Häuser ständig bewohnt und das Dorf hatte elf Einwohner. 1991 dienten 15 Häuser als Feriendomizile. Im Jahre 2001 bestand das Dorf aus 5 Wohnhäusern, in denen 15 Menschen lebten.

## Entwicklung der Einwohnerzahl
| Jahr | Einwohnerzahl |
| ---- | ------------- |
| 1869 | 87            |
| 1880 | 111           |
| 1890 | 101           |
| 1900 | 84            |
| 1910 | 69            |

| Jahr | Einwohnerzahl |
| ---- | ------------- |
| 1921 | 81            |
| 1930 | 84            |
| 1950 | 21            |
| 1961 | 19            |
| 1970 | 11            |

| Jahr | Einwohnerzahl |
| ---- | ------------- |
| 1980 | 4             |
| 1991 | 2             |
| 2001 | 15            |
| 2011 | 37            |

## Sehenswürdigkeiten
- Talsperre Jirkov, östlich des Dorfes
- Reste der Burg Neustein (Najštejn), nordöstlich über der Talsperre
- Reste der Burg Hausberk, südwestlich über dem Bezručovo údolí (Grundtal) der Chomutovka
- 300-jährige Sommerlinde, der 25 m hohe Baum mit einem Stammumfang von 5,60 m steht 400 m südöstlich des Dorfes

## Ehemalige Bauwerke
Die barocke Kapelle Mariä Verkündigung aus der zweiten Hälfte des 18. Jahrhunderts befand sich in der Mitte des Dorfes. Nach 1945 wurde wegen eines Dachschadens auch die Decke der Kapelle schadhaft. Anstelle der überfälligen Reparaturarbeiten erfolgte in den 1980er Jahren der Abriss der Kapelle.